# 布利赫
49°48′3″N 25°25′35″E / 49.80083°N 25.42639°E

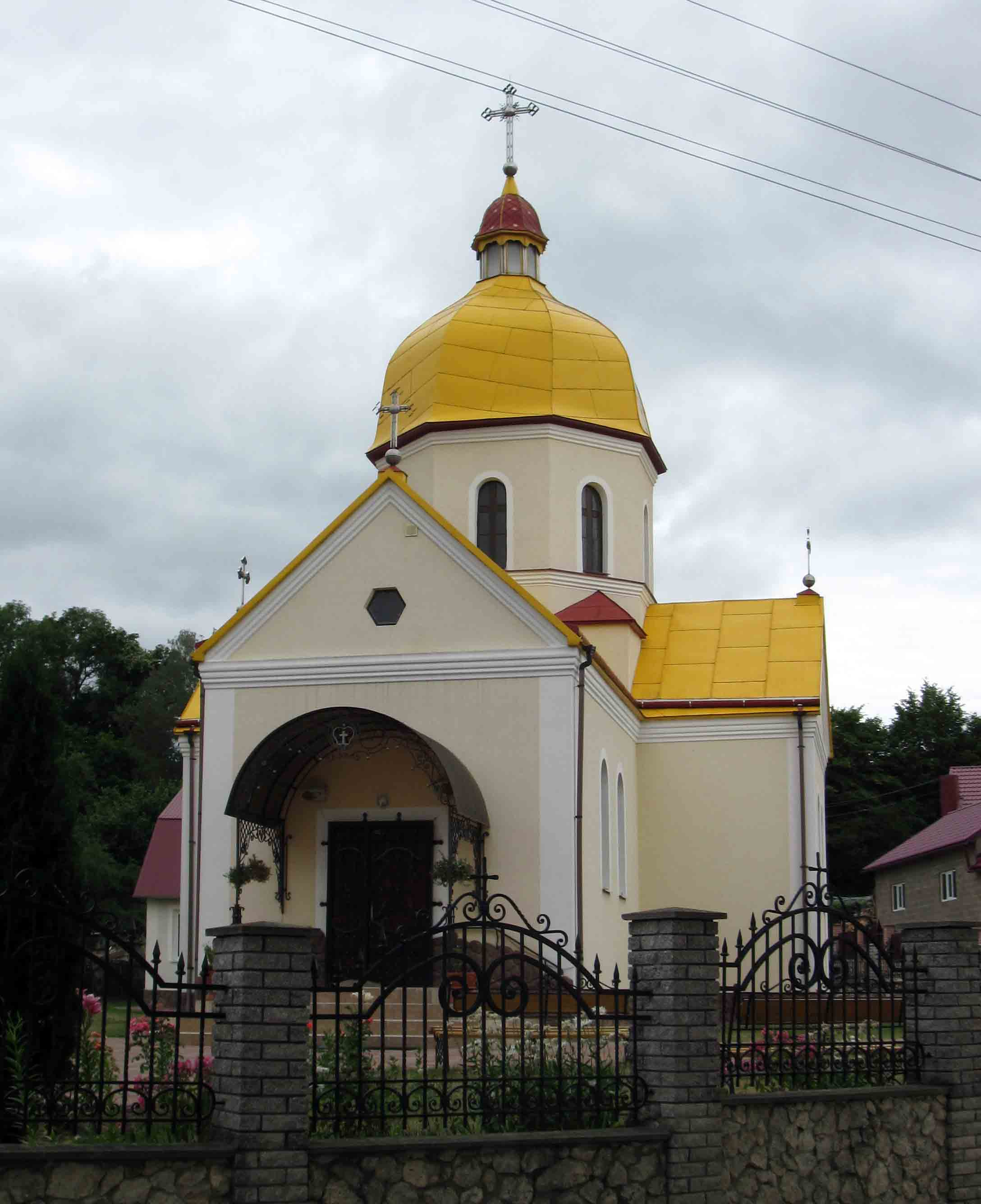

布利赫（烏克蘭語：Бліх），是烏克蘭的村落，位於該國西部捷爾諾波爾州，由捷尔诺波尔区負責管轄，始建於1750年，面積1.09平方公里，2001年人口494，人口密度每平方公里455.3人。